# Legion Husko
Legion Husko (serb. Huskina Legija lub Huskina Milicija) – kolaborancka formacja zbrojna złożona z bośniackich muzułmanów podczas II wojny światowej.

## Historia
Legion powstał latem 1943 r. spośród członków lokalnej muzułmańskiej milicji Domdo. Na jego czele stanął Husein "Husko" Miljković. Jego liczebność wynosiła ok. 3 tys. ludzi zgrupowanych w jedenastu batalionach. Byli oni słabo uzbrojeni i wyszkoleni. Legion był autonomicznym oddziałem, chociaż formalnie podlegał Siłom Zbrojnym Niepodległego Państwa Chorwackiego. Działał na obszarze zachodniej Bośni, walcząc głównie z komunistyczną partyzantką Josipa Broz Tity. 
W lutym 1944 r. H. Miljković wraz z częścią swoich ludzi przeszedł na stronę partyzantów. Legion został rozwiązany, a jego pozostali członkowie wstąpili do oddziałów chorwackich ustaszy bądź później do formowanej przez Niemców chorwacko-muzułmańskiej 13 Dywizji Górskiej SS "Handschar".